# Kulla (Wehrbau)

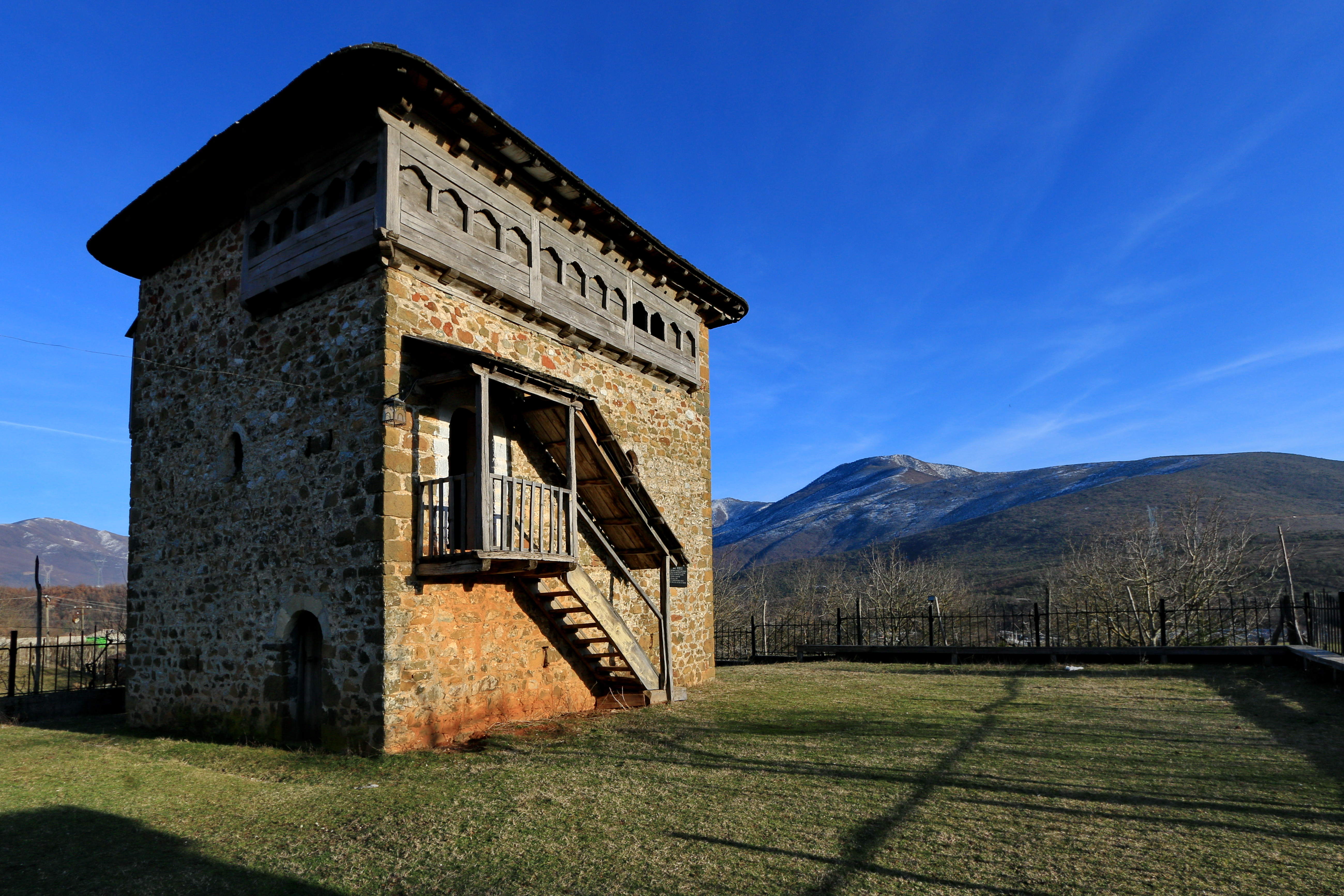
Zu einem Museum restaurierte Kulla in Tropoja, Nordalbanien

Kulla, Kula, Kuli, (albanisch Kulla/-ë, bulgarisch кули, serbisch-kyrillisch куле) sind wehrhafte Wohntürme auf dem Westbalkan. Diese regionale Bauform findet sich insbesondere im Westen und Süden des Kosovo sowie in Nord-Albanien. Ähnliche Gebäude können aber vereinzelt auch in anderen Ländern des Balkan angetroffen werden.

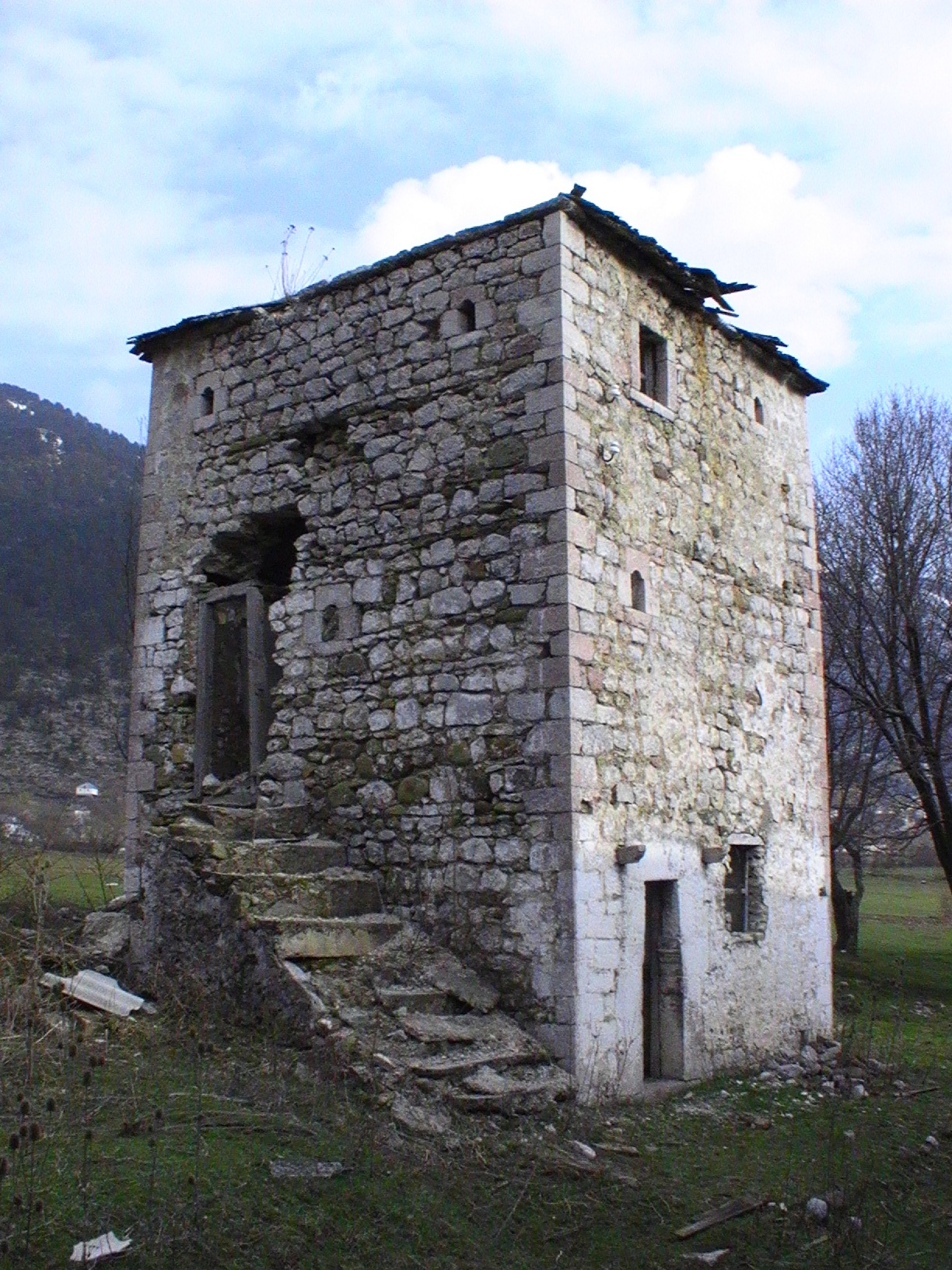
Kulla in Lura, Albanien

Die Kulla besteht in der Regel aus zwei oder drei Stockwerken. Der typische Aufbau einer dreistöckigen Kulla bestand aus den Stallungen im Erdgeschoss, den Wirtschafts- und Schlafräumen im ersten Geschoss – hier fand das Familienleben statt – und den Räumen der Männer im Obergeschoss. Größere Fenster sind nur im obersten, oft aus Holz gefertigten Stockwerk vorhanden. Der Eingang befindet sich meist nicht im Erdgeschoss.
Der Name kommt ursprünglich von persisch qulla über türkisch kule Berg, Spitze.
Dieser Gebäudetyp entstand im Osmanischen Reich zwischen dem 17. und Anfang 20. Jahrhundert. In der Regel für dauerhaftes Wohnen ganzer Großfamilien konzipiert, gibt es bisweilen aber auch Kullen nur für einen vorübergehenden Aufenthalt. So dienten in Nordalbanien solche Gebäude auch den von der Blutrache Verfolgten als vorübergehender Aufenthaltsort. Eine Kulla war zwar nicht geeignet, einer Belagerung durch ein Heer standzuhalten, konnte aber kleinen Gruppen von Angreifern mehrere Tage Widerstand leisten. Die größeren dieser häufig nachmittelalterlichen Bauten konnten einen ganzen Clan dauerhaft beherbergen.
Während des Kosovokriegs (1998/1999) wurden viele dieser kulturhistorisch wertvollen Gebäude zerstört.
In Rumänien kommen ähnliche Wohngebäude vor, die culă (Plural cule) genannt werden. Die rumänischen cule sind weniger turmartig und besitzen im obersten Stockwerk eine halboffene Loggia.